# Cryptocentrus insignitus
Cryptocentrus insignitus är en fiskart som först beskrevs av Whitley, 1956.  Cryptocentrus insignitus ingår i släktet Cryptocentrus och familjen smörbultsfiskar. Inga underarter finns listade i Catalogue of Life.